# Epicadus rubripes
Epicadus rubripes är en spindelart som beskrevs av Cândido Firmino de Mello-Leitão 1924. 
Epicadus rubripes ingår i släktet Epicadus och familjen krabbspindlar. Inga underarter finns listade i Catalogue of Life.